# Ann Jannetta
Ann Bowman Jannetta (née en 1932) est une universitaire, historienne, japonologue et professeur émérite d'histoire à l'université de Pittsburgh.

## Ouvrages (sélection)
Dans un aperçu statistique à partir des écrits de et sur Ann Jannetta, OCLC/WorldCat recense environ quatre ouvrages en plus de dix publications en une langue et plus de 500 dépôts en bibliothèques.
- Epidemics and mortality in Tokugawa Japan: 1600-1868 (1983)
- Public health and the diffusion of vaccination in Japan (1996)
- The vaccinators: smallpox, medical knowledge, and the "opening" of Japan (2007)

## Honneurs
- Association for Asian Studies (en), John Whitney Hall Book Prize, 2009[2].